# (463943) 2014 UM203
(463943) 2014 UM203 es un asteroide perteneciente al cinturón de asteroides, descubierto el 29 de abril de 2012 por el equipo Spacewatch desde el Observatorio Nacional de Kitt Peak (Arizona, Estados Unidos).